# Eois mexicaria
Eois mexicaria là một loài bướm đêm trong họ Geometridae.